# QTV
QTV (Qualification Test Vehicle) foi o primeiro voo de teste de qualificação do foguete Little Joe II para o Programa Apollo da NASA. Lançado a partir do Campo de Teste de Mísseis de White Sands, Novo México, em 28 de agosto de 1963.
Os objetivos da missão eram provar a capacidade do foguete Little Joe II como um teste do Módulo de Comando e Serviço Apollo (CSM) e determinar a base de pressurização e aquecimento no foguete.
A espaçonave consistiu nos modelos do sistema de escape no lançamento (LES) e do Módulo de Comando e Serviço (CSM). A maior parte dos objetivos foi arquivada. A única falha foi o mau funcionamento de destruição do sistema.